# CIWS

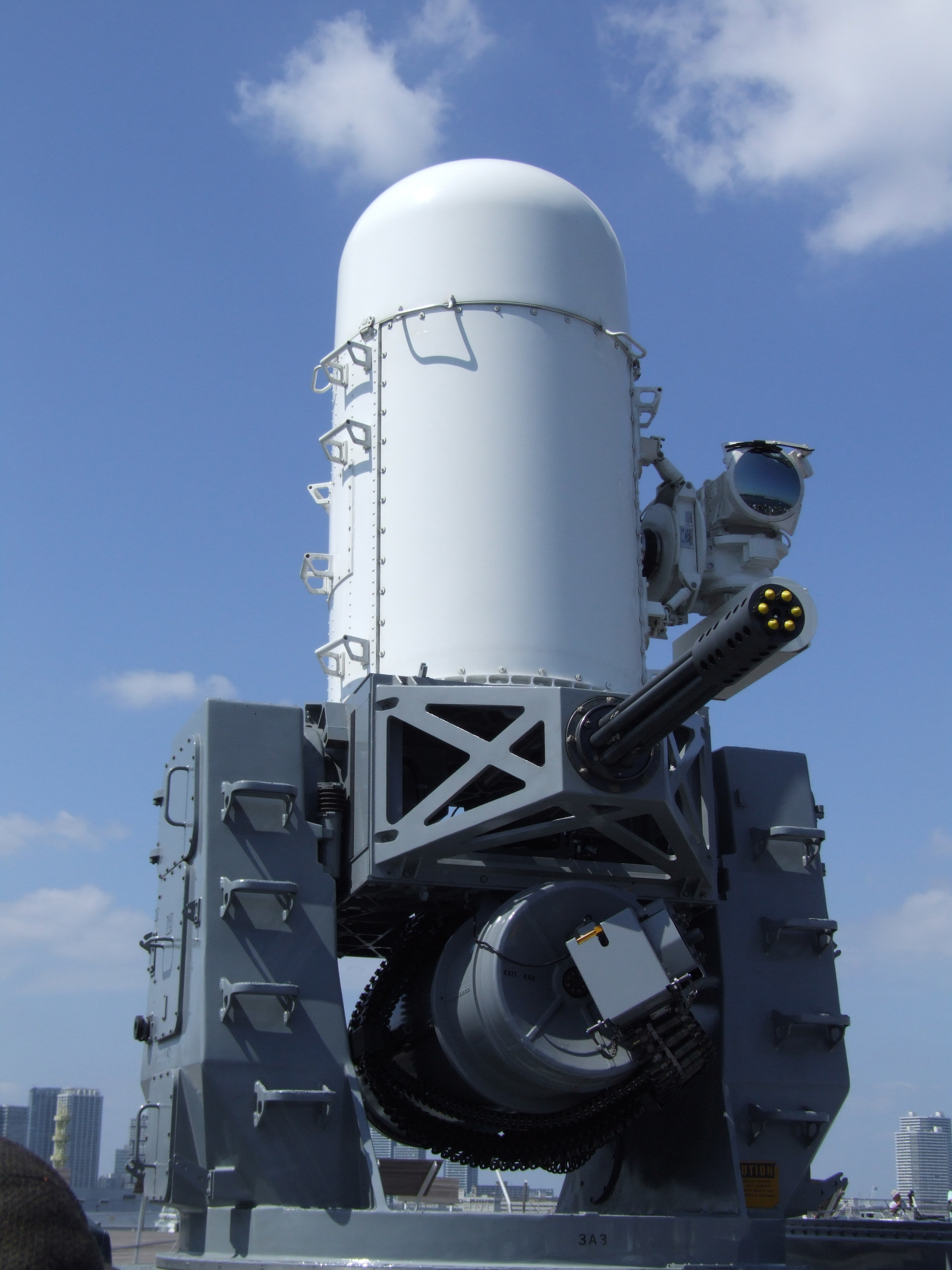
Phalanx Mk15 Block 1B. Under den vita radomen döljer sig en sökradar och en målföljningsradar. Till höger ses en FLIR. I mitten sitter en 20 mm gatlingkanon och under denna ses ammunitionstrumman.

CIWS, eller Close-In Weapon System, är ett marin typ av närförsvarssystem som används ombord på örlogsfartyg som ett sista linjens försvar för att skydda fartyget från sjömålsrobotar. Det korta tidsförloppet som scenariot med en eller flera inkommande sjömålsrobot presenterar gör att systemen måste ha mycket kort reaktionstid och det faktum att de måste träffa ett mål med en yta på cirka 0.25 kvadratmeter som dessutom förflyttar sig med hög hastighet, gör att de är baserade antingen på artilleri med extremt höga eldhastigheter, ofta gatlingkanoner som till exempel M61 Vulcan, eller korträckviddiga luftvärnsrobotar alternativt en kombination av dem båda. 
Systemen är oftast relativt små och kompakta och kan monteras på fartyg av storlek som Korvetter och uppåt. Vissa CIWS kan också användas för att bekämpa andra typer av luftmål eller även ytmål. Mot sjömålsrobotar har de en relativt begränsad räckvidd, inte mer än några kilometer. Artilleribaserade CIWS använder som ammunition underkalibriga pilprojektiler eller kulspränggranater med zonrör. Vissa system detekterar med sin radar den egna strömmen av granater och leder på så sätt projektilströmmen in i målet.

## Typer
CIWS kan delas upp i två huvudtyper av system:
- Helt autonoma system som integrerar en egen spaningsradar, målföljningsradar och eventuellt elektrooptiska sensorer med en egen ballistikdator och ett system för automatiserad hotutvärdering tillsammans med artilleri eller luftvärnsrobotar. Dessa är alltså inte beroende av externa sensorer för sin operation. Systemet upptäcker målet på egen hand och utvärderar själv huruvida målet utgör ett hot mot fartyget och bekämpar det sedan. Exempel på sådana system är:
  - Phalanx
  - Thales Goalkeeper
  - SeaRAM.
- Icke-autonoma system som kräver separata sensorsystem och stridsledningssystem för sin operation och som enbart består av snabbskjutande artilleri eller luftvärnsrobotsystem. Systemet kan alltså inte själv upptäcka och utvärdera potentiella hot utan är beroende av fartygets spaningsradar och eller ESM-system för att upptäcka målet och därtill någon form av system som genomför hotutvärdering (Till exempel ett stridsledningssystem som Thales Group TACTICOS). Om det är fråga om artilleribaserat CIWS krävs dessutom ett eldledningssikte (Som till exempel Saab CEROS 200) för att följa målet och rikta kanonen. Exempel på icke-autonoma system är:
  - Millennium som tillverkas av tyska Rheinmetall och som består av en 35 mm revolverkanon med en eldhastighet på 1000 skott/minut i ett torn.
  - DARDO som tillverkas av italienska OtoMelara som kombinerar två Bofors 40 mm automatkanoner med en sammanlagd eldhastighet på 900 skott/minut i ett torn.
  - Amerikansk-tyska Rolling airframe missile vars avfyrningssystem håller 21 luftvärnsrobotar och som måste riktas mot den inkommande sjömålsroboten med hjälp av externa sensorer.

## Effektivitet
Med de framsteg som sjömålsrobotar har gjort under de senaste 20 till 30 åren är det tveksamt om kanonbaserade CIWS längre är ett effektivt skydd mot moderna sjömålsrobotar, som oftast flyger extremt lågt och är programmerade för att utföra slumpmässiga undanmanövrar i den sista fasen av bekämpningen och kan ha maxhastigheter upp mot Mach 2,5. Eftersom roboten manövrerar och skotten från CIWS-kanonen tar viss tid på sig för att nå fram till målet kan målets position ha förändrats så mycket att skottet missar. Man försöker motarbeta detta genom att få kanonen att uppvisa viss spridning, att försöka förutsäga var målet kommer befinna sig genom avancerade algoritmer samt (I CIWS i grövre kalibrar) genom ammunition med zonrör alternativt tidsbestämt airburst-läge där granaten inte direkt måste träffa sjömålsroboten utan detonerar om granaten hamnar i närheten av denna. Effektiviteten hos dessa motmedel har aldrig testats i strid.
Oavsett vad kan kanonbaserade CIWS dock fortfarande ha värde i det att de kan slå ut äldre, mindre avancerade sjömålsrobotar, som designats och/eller producerats på 60-, 70- och 80-talet. Dessa äldre robotar är för närvarande det största hotet från icke-statliga aktörer som terrororganisationer som Hamas och Hezbollah. Vissa CIWS kan också ha ett potentiellt stort värde för att skydda ett fartyg mot snabba, mindre båtar i självmordsoperationer.

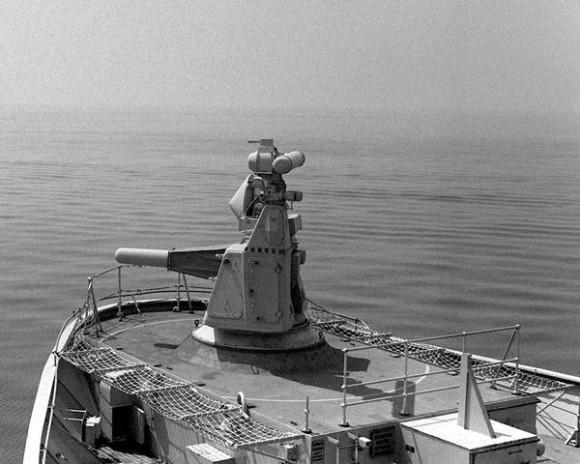
Nederländska Goalkeeper är ett autonomt system med egna sensorer och en 30 mm gatlingkanon
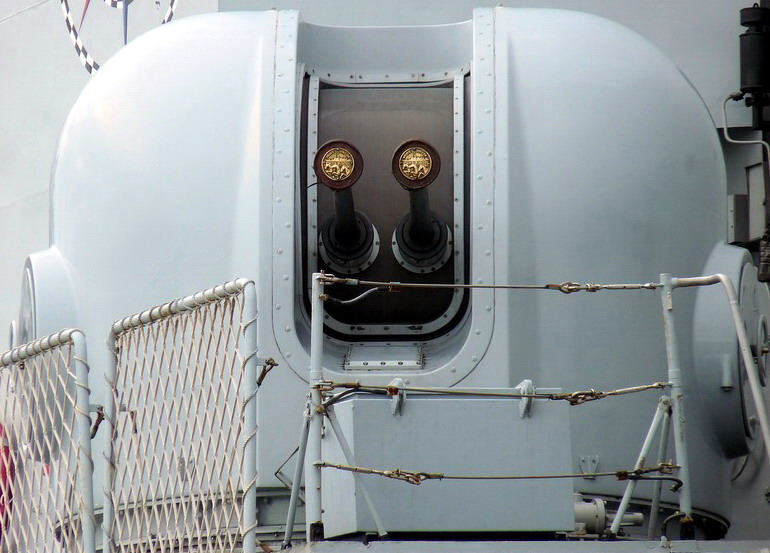
Italienska DARDO är ett torn med två 40 mm automatkanoner beroende av externa sensorer
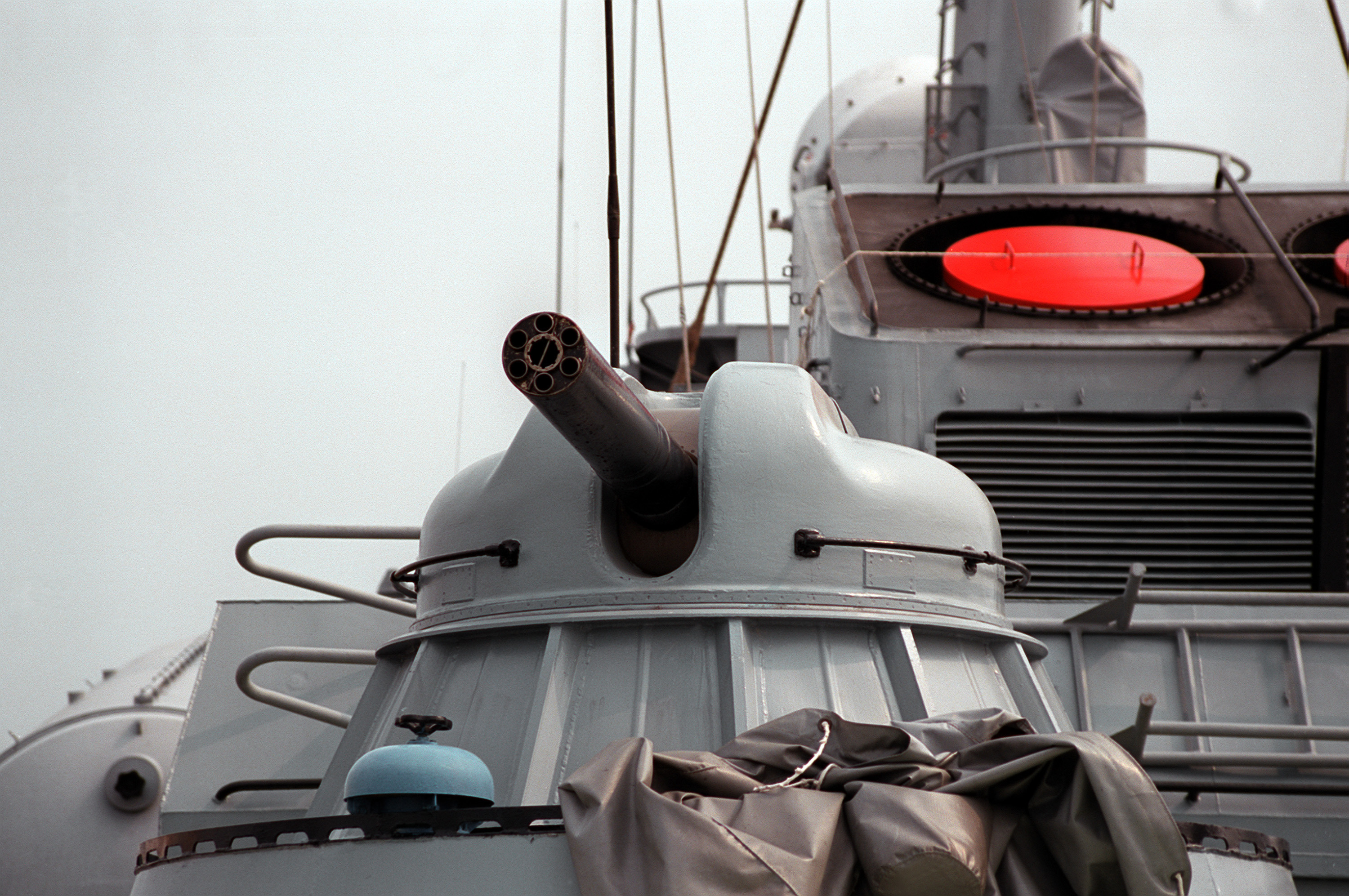
Ryska AK-630 använder en 30 mm gatlingkanon med externt eldledningssikte och eldledningssystem
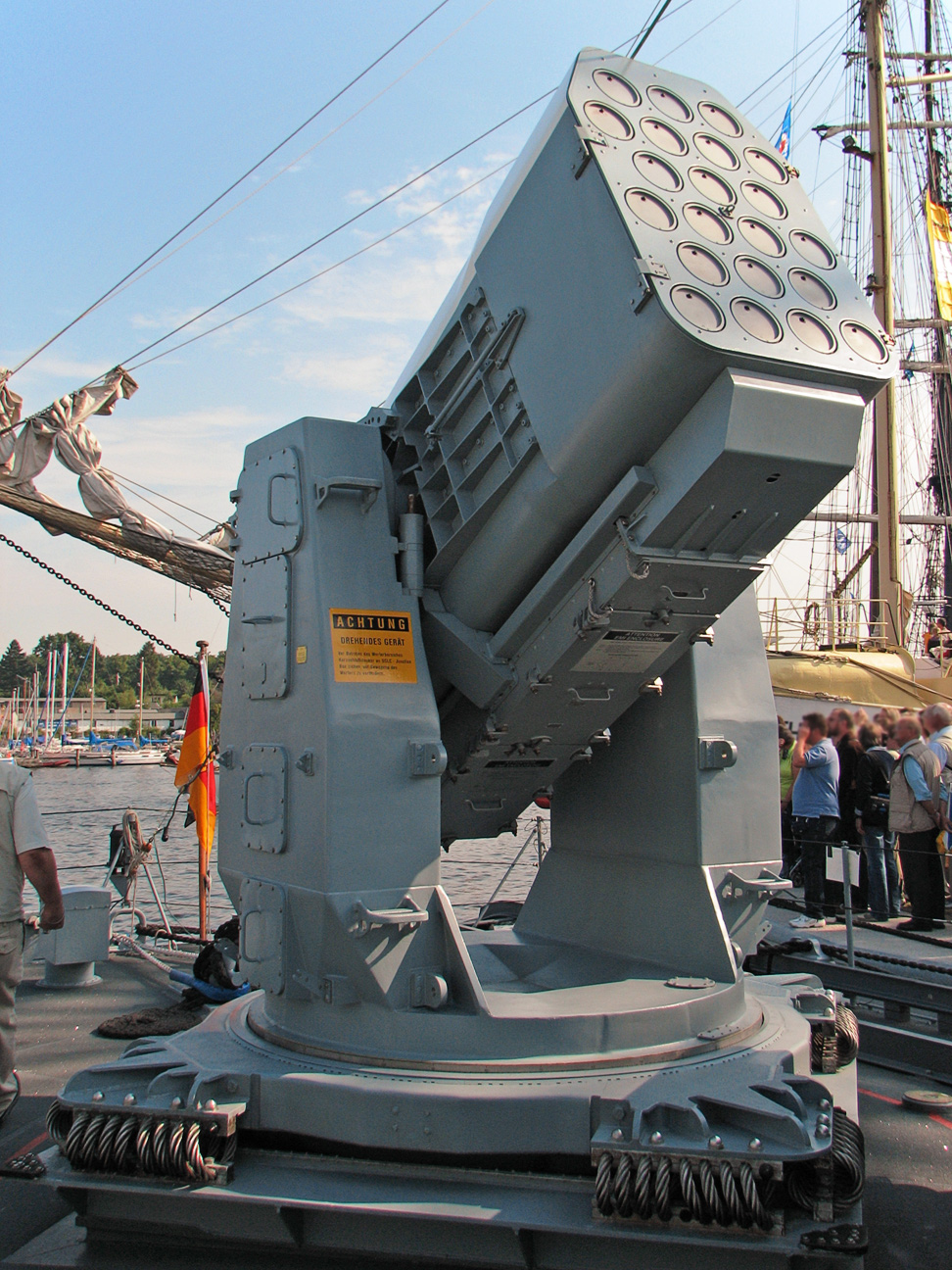
Rolling airframe missile är beroende av ett separat eldledningssystem
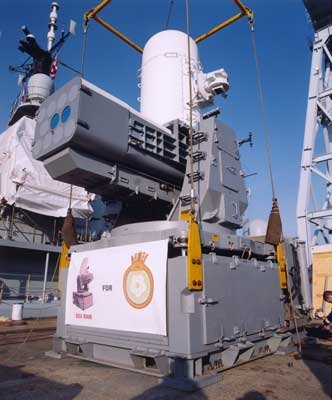
SeaRAM är ett autonomt system som kombinerar sensorerna hos Phalanx med roboten Rolling airframe missile